# キサンタンガム
キサンタンガム (xanthan gum) は多糖類の1つ。CAS登録番号は11138-66-2。
トウモロコシなどの澱粉を細菌 Xanthomonas campestris により発酵させて作られる。
分子量は約200万もしくは1,300万から5,000万。グルコース2分子、マンノース2分子、グルクロン酸の繰り返し単位からなる。キサンタンガムにはカリウム塩、ナトリウム塩、カルシウム塩も含まれる。
水と混合すると粘性が出ることから、増粘剤、増粘安定剤として幅広い用途で用いられている。

## 化粧品や歯磨き粉への利用
大手化粧品メーカー製の商品にも幅広く使われているほか、手作り化粧品の素材として単体でも販売されている。
- 乳液や化粧水に添加することにより液体の粘度をあげ、しっとり感を向上させる。
- 粉末状のファンデーションに添加することにより、飛び散らずに使えるよう利便性を向上させる。

## 食品への利用
多くの食品に添加されており、食品添加物（多くの場合は増粘多糖類と表記）の扱いを受けている。
- あんかけのとろみやタレ、サラダドレッシングなど多くの食品に添加されており、粘度や食感を向上させる。
- 嚥下能力が衰えた高齢者向けの食材開発で注目を浴びている。

## 人体への毒性
人体への影響はないと考えられている（常識外の大量摂取を行えば、多糖類が持つ難消化性の性質から、下痢や軟便などの症状の発生が推測され、実際にイヌによる実験で確認されている）。